# Cascina Casanova
La cascina Casanova (Cà Noeuva in dialetto milanese, AFI: [ˈka ˈnøːa]) è una cascina sita nel territorio comunale di Milano, all'estrema periferia orientale, oltre la tangenziale est. Risalente al XVI secolo, appartiene amministrativamente al municipio 4.
Fino al 1841 cascina Nuova costituì un comune autonomo, il cui antico territorio è oggi largamente corrispondente al parco Forlanini, delimitato a sud dal viale omonimo.

## Storia
Nell'ambito della suddivisione del territorio milanese in pievi, Casa Nova apparteneva alla Pieve di Segrate e confinava con San Gregorio Vecchio e Redecesio a nord, Novegro ad est, Linate e i Corpi Santi a sud, e Lambrate ad ovest, e al censimento del 1751 fece registrare 164 residenti.
In età napoleonica, alla proclamazione del Regno d'Italia contava 101 abitanti. Nel 1808, tuttavia, Casa Nuova fu aggregata a Milano, recuperando l'autonomia nel 1816 con la costituzione del Regno Lombardo-Veneto.
Nel 1841 il comune di Casa Nuova fu aggregato a quello di Lambrate, della cui parrocchia aveva sempre fatto parte, con dispaccio governativo del 17 gennaio. Alla fine, nel 1923 anche il comune di Lambrate fu soppresso e annesso alla città di Milano.